# AS Coton Chad
L'AS Coton Chad è una società calcistica con sede a N'Djamena in Ciad
Gioca le gare casalinghe allo stadio Omnisports Idriss Mahamat Ouya che ha una capacità di 30 000 posti a sedere.

## Palmarès

### Competizioni nazionali
- Chad Premier League: 2

1996, 1998, 2015
- Coupe du Tchad: 3

1995, 1999, 2009
- Coupe de Ligue de N'Djaména: 1

2009

## Partecipazioni a competizioni CAF
- CAF Champions League: 2 partecipazioni

1997 - primo turno
1999 - turno preliminare
- CAF Confederation Cup: 3 partecipazioni

2007 - primo turno
2008 -
2010 - turno preliminare
- CAF Cup: 2 partecipazioni

1992 - primo turno
1998 - quarti di finale
- CAF Cup Winners' Cup: 2 partecipazioni

1996 - primo turno
2000 - turno preliminare

## Organico

### Rosa 2013
| N. |                 | Ruolo | Calciatore          |
| -- | --------------- | ----- | ------------------- |
| 1  | Ciad (bandiera) | P     | Raoul Engoue        |
| 2  | Ciad (bandiera) | D     | Gerard Diarra       |
| 3  | Ciad (bandiera) | D     | Constant Madtoingué |
| 5  | Ciad (bandiera) | C     | David Mbaihouloum   |
| 6  | Ciad (bandiera) | C     | Abakar Hissein      |
| 7  | Ciad (bandiera) | D     | Khatir Outhman      |
| 8  | Ciad (bandiera) | C     | Ktheyoana Dozzoua   |

| N. |                 | Ruolo | Calciatore                 |
| -- | --------------- | ----- | -------------------------- |
| 9  | Ciad (bandiera) | A     | Keraldo                    |
| 10 | Ciad (bandiera) | A     | Mahamat Adda               |
| 11 | Ciad (bandiera) | A     | Esaie Djikoloum (capitano) |
| 12 | Ciad (bandiera) | C     | Abou                       |
| 13 | Ciad (bandiera) | C     | Armand                     |
|    | Ciad (bandiera) | P     | Malick                     |